# ماریان پرتی
ماری آن آنتوانت هلن پرتی (زاده ۱۳ دسامبر ۱۹۲۷ – درگذشته ۲۵ آوریل ۲۰۲۲) هنرمند فرانسوی-برزیلیایی بود. پرتی در پاریس متولد شد. مادرش آنتوانت لوئیز کلوتیلد روفیه مدل فرانسوی و پدرش ژائو د مدیروس پرتی، مورخ برزیلی بود.
پرتی در ۲۵ آوریل ۲۰۲۲ در بیمارستان Real Português در رسیف درگذشت. علت مرگ ذکر نشده‌است. پنج روز بعد، او در گورستان کامپو دا اسپرانسا در آسا سول، برازیلیا به خاک سپرده شد.